# جون أوبيو
جون أوبيو (بالإنجليزية: John Opio)‏ (مواليد 28 أكتوبر 1951) هو ملاكم أوغندي، مثّل بلاده في الألعاب الأولمبية الصيفية 1972.

## روابط خارجية
جون أوبيو على موقع أوليمبيديا (الإنجليزية)
- جون أوبيو على موقع اتحاد ألعاب الكومنولث (مؤرشف) (الإنجليزية)